# Duguetia rionegrensis
Duguetia rionegrensis Zuilen & Maas – gatunek rośliny z rodziny flaszowcowatych (Annonaceae Juss.). Występuje naturalnie w Kolumbii, Wenezueli oraz Brazylii (w stanie Amazonas). 

## Morfologia
PokrójZimozielony krzew dorastający do 5 m wysokości.
LiścieMają kształt od owalnego do eliptycznego. Mierzą 11–16 cm długości oraz 4–6 cm szerokości. Nasada liścia jest ostrokątna lub rozwarta. Blaszka liściowa jest o spiczastym wierzchołku. Ogonek liściowy jest nagi i dorasta do 1–3 mm długości.
KwiatyZebrane po 10 w kwiatostany, rozwijają się na szczytach pędów.
OwoceZebrane w owocostany o prawie kulistym kształcie. Osiągają 11–16 mm długości i 7–10 mm szerokości.

## Biologia i ekologia
Rośnie w wilgotnych wiecznie zielonych lasach, na terenach nizinnych.